# Peralta de Alcofea
Peralta de Alcofea é um município da Espanha na província de Huesca, comunidade autónoma de Aragão, de área 116,18 km² com população de 633 habitantes (2007) e densidade populacional de 5,77 hab/km².

## Demografia
| Variação demográfica do município entre 1991 e 2004 | Variação demográfica do município entre 1991 e 2004 | Variação demográfica do município entre 1991 e 2004 | Variação demográfica do município entre 1991 e 2004 |
| --------------------------------------------------- | --------------------------------------------------- | --------------------------------------------------- | --------------------------------------------------- |
| 1991                                                | 1996                                                | 2001                                                | 2004                                                |
| 760                                                 | 762                                                 | 701                                                 | 670                                                 |